# Umberek

Itália az i. e. 4. században
Kelták
Etruszkok
Umberek
Római Köztársaság
Szamniszok
Japigok
Különböző dél-itáliai törzsek
Görögök
Karthágóiak

Az umberek vagy umbrok Itália őslakói közé tartozó ókori nép. A mai Umbria olaszországi tartomány vidékén, annál valamivel nagyobb területen éltek. Az i. e. 3. században római fennhatóság alá kerültek és beolvadtak. Nyelvük (umber) a szintén kihalt oszk nyelvhez hasonlóan az indoeurópai nyelvcsalád italikus nyelvei közé tartozott.

## Elterjedésük, történetük
Az umberek közép-Itália területén éltek, az elnevezésében ma is emléküket őrző jelenkori Umbria tartomány vidékén, a Tiberis és az Appenninek keleti lejtői között, de valószínű, hogy erre a településterületre csak i. e. 600 körül érkeztek. Idősebb Plinius mint Itália legősibb népét említi az umbereket. Eleinte erős népcsoportot alkothattak, amely uralma alatt tartotta az Apenninektől keletre egészen a Gargano-fokig terjedő területet, az északról érkező népvándorlás azonban egyre kisebb területre szorította vissza őket.
Az i. e. 4.–3. század fordulóján a római terjeszkedés őket is elérte. I. e. 310–309-ben kerültek először érintkezésbe a rómaiakkal. I. e. 308-ban Mevania mellett vereséget szenvedtek tőlük, ezután i. e. 298-ban beléptek a szamniszokkal, etruszkokkal és gallokkal Róma ellen alakított szövetségbe, azonban a Sentinumnál i. e. 295-ben vívott csatában ez is megbukott. I. e. 90-ben az úgynevezett szövetséges háborúban játszott szerepük nyomán végül az umberek megkapták a római polgárjogot. Később, Augustus császár uralkodása alatt négy umber arisztokrata szenátori rangot kapott. Nerva császárnak, az Antonius dinasztia megalapítójának családja Umbria területéről származott.
Az i. e. 9–4. század között virágzó településeiket a jól védhető dombtetőkre építették. Kultúrájukra a szomszédos etruszk nép is hatással volt. Társadalmukról leginkább az úgynevezett eugubiumi vagy iguviumi táblák alapján vannak ismereteink, melyeket a mai Gubbio területén 1444-ben találtak. E feliratos bronztáblák az i. e. 3–2. századból származnak, és egy tizenkét tagú papi testület, a Fratres Atiedii dokumentumait tartalmazzák, melyek az ősi itáliai szertartások legjelentősebb forrásait jelentik. Egy időben két személy viselte a legfőbb hatalmat jelentő uhtur rangot; ők voltak felelősek a szertartásokért. Egy másik, alacsonyabb rangú hivatalt jelentett a marone, valamint létezett egy kvestur elnevezésű, vallási jellegű tisztség is. Az umberek társadalmi szerkezete világosan elkülönülő csoportokból állt, valószínűleg a katonai szerepeknek, illetve rangoknak megfelelően.

## Nyelvük
Az umberek nyelve az indoeurópai nyelvcsaládba tartozó italikus nyelvek szabell (oszk–umber) csoportjának umber alcsoportjába tartozó kihalt nyelv. Legközelebbi rokona az oszk volt, írása pedig – az oszkéhoz hasonlóan – etruszk közvetítéssel a görögből származott.

## További irodalom
- Ókori lexikon I–II. Szerk. Pecz Vilmos. Budapest: Franklin Társulat. 1902–1904.